# Amt Dillenburg

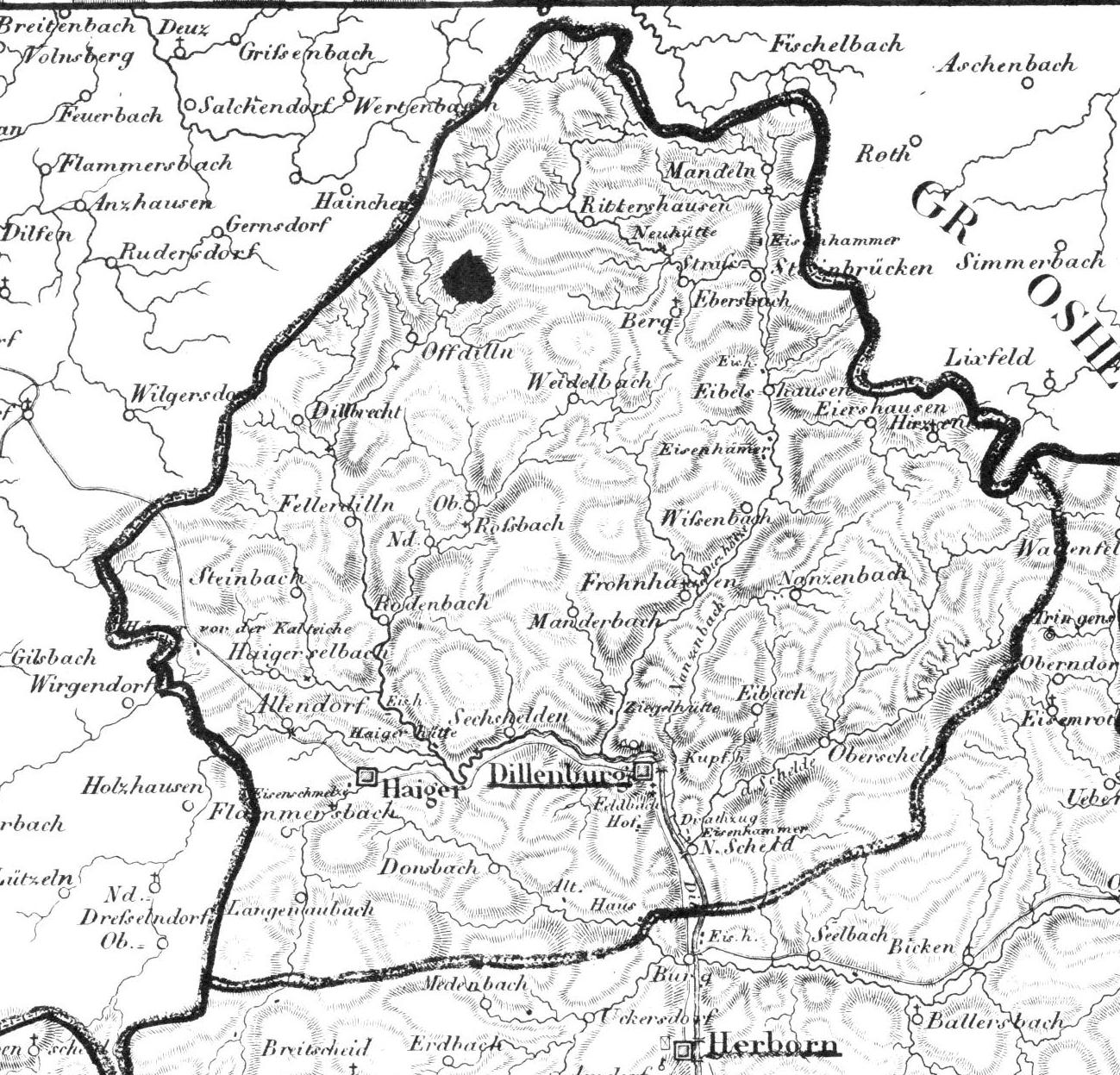
Karte des Amtes Dillenburg 1828

Das Amt Dillenburg war vor der Mitte des 16. Jahrhunderts bis 1806 ein Amt in Grafschaften Nassau-Dillenburg und Nassau-Diez im Heiligen Römischen Reich, sowie von 1813 bis 1815 ein Nassau-Oranisches und ab 1816 ein herzoglich nassauisches Amt mit Sitz in Dillenburg. Die Ämter hatten neben Verwaltungsaufgaben auch die Niedere Gerichtsbarkeit inne bzw. dienten später als erstinstanzliches Gericht. An ihrer Spitze stand ein vom jeweiligen Herrscher eingesetzter Amtmann. Das Amt Dillenburg ging 1866 im Dillkreis auf.

## Geschichte

### Oranien-Nassau
Nassau-Dillenburg war vor der Mitte des 16. Jahrhunderts in die Ämter Siegen und Dillenburg unterteilt. Diese gliederten sich ihrerseits in verschiedene Gerichte. Diesen stand jeweils ein vom Landesherren eingesetzter Schultheiß vor. Zum Amt Dillenburg gehörten die Gerichte: Dillenburg, Herborn, Haiger, Ebersbach und Tringenstein. Im Jahr 1739 fiel Nassau-Dillenburg an Nassau-Diez. Dieses wurde vom Haus Oranien regiert. Deren Regenten nannten sich seit 1702 Fürsten von Oranien-Nassau.
Als 1806 unter Druck Napoleons der Rheinbund entstand und das Ende des Heiligen Römischen Reichs besiegelte, weigerte Oranien-Nassau sich diesem beizutreten. Infolgedessen fiel das Amt 1806 an das Großherzogtum Berg und somit an Napoleons Schwager Joachim Murat, der eine Verwaltungsgliederung nach revolutionär-französischem Vorbild einführte. Die Ämter wurden aufgelöst und stattdessen Arrondissements, Kantone und Departements eingerichtet. In Dillenburg entstand der Kanton Dillenburg im Arrondissement Dillenburg des Départements Sieg. Bald nach der Völkerschlacht bei Leipzig löste sich das Großherzogtum auf und Nassau-Oranien erhielt seine Gebiete wieder zurück. Nach der Rückgabe an Oranien-Nassau wurden 1813 daraus die bisherigen oranischen Ämter, darunter das Amt Dillenburg in alter Form wiedereingerichtet. Zu dieser Zeit bestand das Amt aus:
1. Dem Kirchspiel Dillenburg mit Dillenburg (mit einer Kupferhütte, einem Eisenhammer, drei Mahlmühlen, einer Schneidmühle und einer Walkmühle), Niederscheld (mit zwei Mühlen), Oberscheld (mit einer Mühle), Eibach (mit einer Mahlmühle), Nanzenbach (mit zwei Mühlen), Donsbach (mit einer Mühle), dem herrschaftlichen Hof Feldbach, dem herrschaftliche Haus Ludwigs und dem herrschaftliche Haus Katharinen.
2. Dem Kirchspiel Frohnhausen mit Frohnhausen (mit 2 Mühlen) und Wissenbach (mit 2 Mühlen).

### Herzogtum Nassau
Nach den Befreiungskriegen trat am 31. Mai 1815 Oranien die Erblande an Preußen ab. Wie im Wiener Kongress vereinbart, tauschte Preußen wiederum die Gebiete mit dem, im Jahr 1806 aus Nassau-Usingen und Nassau-Weilburg entstandenen, Herzogtum Nassau. Um das durch die verschiedenen zwischen 1803 und 1815 hinzugewonnenen Gebiete des Herzogtums sinnvoll zu integrieren, wurde durch die sogenannte Ibell’sche Verwaltungsreform eine Neueinteilung der Ämter vorgenommen. Diese trat am 1. Juli 1816 in Kraft. Dabei blieb das Amt Dillenburg bestehen, wurde aber umfangreich erweitert. Es bestand bis 1866 aus Dillenburg, Allendorf, Bergebersbach, Dillbrecht, Donsbach, Eibach, Eibelshausen, Eyenshausen, Fellerdilln, Flammersbach, Frohnhausen, Haiger, Haigerseelbach, Hirzenhain, Langenaubach, Mandeln, Manderbach, Nanzenbach, Neuhütte, Niederroßbach, Niederscheld, Oberrossbach, Oberscheld, Offdilln, Rittershausen, Rodenbach, Sechshelden, Steinbach, Steinbrücken, Strassebersbach, Weidelbach und Wissenbach.
Der Staats- und Adreß-Handbuch des Herzogthums Nassau 1822/23 gibt folgendes an:
1. Flächen: 66.335 Steuernormalmorgen (wobei ein Morgen entsprechen 2500 m²), mit 206 Morgen Gebäudestellen, 83 Morgen Gartenland, 13.497 Morgen Ackerland, 8004 Morgen Wiesen, 22 Morgen Weiher, 20.246 Morgen Hochwald, 14.567 Morgen Niederwald, 9207 Morgen Trieschland (abwechselnde 3- bis 5-jährige Acker- und 10- bis 20-jährige Wiesennutzung), Weideplätze etc. und 323 Morgen nicht besteuerte Liegenschaften.
2. Gemeinden: 31 Gemeindebezirke, bestehend aus 2 Städten, 30 Dörfern und 34 Höfen und Mühlen.
3. Bevölkerung: 14.123 Einwohner in 3743 Familien, davon 13.958 evangelisch christliche, 144 Katholiken und 21 Mennoniten.
4. Viehstand: 193 Pferde, 31 Esel und Maulesel, 6887 Stück Rindvieh, 10.496 Schafe, 3352 Schweine, 337 Ziegen und 518 Bienenstöcke.
5. Einfacher Jahressteuersatz (Steuersimplus, kann auch mehrfach erhoben werden): 8679 fl. 44 kr.
6. Amtsgemeinden:
  1. Dillenburg, Stadt: 2356 Einwohner in 632 Familien; „Amtssitz, Feldbacher Hof, eine Kupferhütte, 4 Zechenhäuser, 3 Mahl- eine Stampf- und eine Lohmühle, zwei Potaschsiedereien, eine Ziegelhütte.“
  2. Allendorf: 467 Einwohner in 108 Familien; „die Häuser vor der Kalteiche, eine Mahl-, Oel- und 2 Schneidmühlen.“
  3. Bergebersbach: 316 Einwohner in 81 Familien.
  4. Dillbrecht: 241 Einwohner in 55 Familien; „eine Mahl-, Oel- und Schneidmühle.“
  5. Donsdach: 360 Einwohner in 108 Familien; „das alte Haus im Thiergarten, eine Mühle, zwei Zechenhauser.“
  6. Eibach: 461 Einwohner in 121 Familien; „die Neumühle, Kalkofen.“
  7. Eibelshausen: 456 Einwohner in 127 Familien; „eine Eisenhütte und 2 Eisenhämmer 2 Mühlen.“
  8. Eyershausen: 227 Einwohner in 69 Familien; „Die Wind- und Altmühle.“
  9. Fellerdilln: 257 Einwohner in 67 Familien; „eine Mühle“
  10. Flammersbach: 176 Einwohner in 46 Familien.
  11. Frohnhausen: 808Einwohner in 225 Familien; „die Mahl-, Oel-, Alte- und Neumühle.“
  12. Haiger, Stadt: 1106 Einwohner in 300 Familien; „Eisenhütte und Staabhammer, ein Zechenhaus, 3 Mahl-, 3 Oel-, 2 Stampf-, 3 Loh- und eine Papiermühle, die Haigerhütte.“
  13. Haiger-Seelbach: 343 Einwohner in 77 Familien; „eine Mühle.“
  14. Hirzenhain: 647 Einwohner in 101 Familien; „Ganzbacher Mühle.“
  15. Langenaubach: 361 Einwohner in 92 Familien; „eine Mühle, 2 Zechenhäuser.“
  16. Mandeln: 403 Einwohner in 92 Familien. „eine Mühle“
  17. Manderbach: 419 Einwohner in 105 Familien.
  18. Nanzenbach: 334 Einwohner in 105 Familien; „2 Mühlen, 4 Zechenhäuser.“
  19. Niederrosbach: 229 Einwohner in 59 Familien; „ein Zechenhaus.“
  20. Niederscheld: 532 Einwohner in 128 Familien; „der Eisenhammer, Drathzug, das neue Haus im Thiergarten, 2 Mahl- und eine Oelmühle.“
  21. Oberrosbach: 360 Einwohner in 113 Familien; „zwei Mühlen.“
  22. Oberscheld: 370 Einwohner in 19 Familien; „eine Mühle.“
  23. Offdilln: 376 Einwohner in 86 Familien; „eine Mühle-“
  24. Rittershausen: 344 Einwohner in 86 Familien. „eine Mühle.“
  25. Rodenbach: 317 Einwohner in 89 Familien; „zwei Mühlen.“
  26. Sechshelden: 444 Einwohner in 123 Familien; „zwei Mühle, zwei Zechenhäuser.“
  27. Steinbach: 184 Einwohner in 44 Familien; „eine Kupferhütte.“
  28. Steinbrücken: 240 Einwohner in 64 Familien; „Eisenhammer im Ort, Deich- und Zainhammer.“
  29. Straß-Ebersbach mit Neuhütte: 600 Einwohner in 152 Familien; „2 Mühlen, eine Eisenhütte.“
  30. Weidelbach: 285 Einwohner in 74 Familien; „eine Mühle.“
  31. Wissenbach: 438 Einwohner in 118 Familien; „2 Mühlen, 2 Zechenhäuser.“

Im Jahr 1836 wurde das Amt Dillenburg wie folgt beschrieben:

„Amt Dillenburg, welches einen Flächenraum von 94.235 Morgen hat, von welchen 298 Morgen Gebäudestellen, 142 Morgen Gärten, 19.206 Morgen Ackerland, 11.397 Morgen Wiesen, 29 Morgen Weiher, 49.564 Morgen Waldungen, 12.190 Morgen Dreschland und Waideplätze und 1.409 Morgen nicht besteuerte Liegenschaften sind. In den 2.730 Wohnhäusern leben 4.026 Familien oder 15.382 Menschen, von welchen 15.183 Evangelische, 183 Katholiken und 16 Mennoniten sind.
   Dillenburg, unter 25° 57' 20" Länge und 50° 44' 15" Breite, an der Dille, kleine ummauerte Stadt mit einem Bergschlosse, 2 Kirchen, 400 Häusern und gegen 2.500 Einwohnern.
   Frohnhausen, 1⁄2 Meile nördlich von Dillenburg, Dorf mit 880 Einwohnern.
   Haiger oder Hayger, unter 25° 52', Länge und 50° 44' 30" Breite, 3⁄4 Meilen westlich von Dillenburg, kleine Stadt mit 220 Häusern und 1.160 Einwohnern. Eisenwerke und Papiermühle.“

Der Staats- und Adreß-Handbuch des Herzogthums Nassau. 1847 gibt folgendes an:
1. Flächengehalt: 94235 Steuernormalmorgen, nämlich : 298 M. Gebäubestellen, 142 M. Gärten, 19.206 M. Aderland, 11.397 M. Wiesen, 29 M. Weiher, 49.564 M. Waldungen, 12.190 Trieschland, Weideplätze etc., 1409 M. nicht besteuerte Liegenschaften.
2. Politiſche Eintheilung: 31 Gemeindebezirke, bestehend aus 2 Städten und 30 Ortschaften mit 4 Höfen und einzelnen Wohnhäusern, 34 Mühlen, 2 Kupferhütten, 10 Eisenhämmern und Hütten mit einem Drahtzug, 12 Zechenhäusern, 1 Potaschsiederei.
3. Bevölkerung: 4509 Familien in 3054 Wohnhäusern und 16.952 Einwohner, nämlich: 16.649 evangelisch-christliche, 291 Katholiken, 11 Mennoniten und 1 Jude.
4. Viehbestand: 271 Pferde, 30 Esel und Maulesel, 7148 Stück Rindvieh, 8745 Schaafe, 4405 Schweine, 352 Ziegen und 495 Bienenstöcke.
5. Gewerbe: 38 Backer, 6 Bader, 30 Bierbrauer, 4 Blechſchmiede, 52 Branntweinbrenner, 3 Buchbinder, 1 Buchdrucker, 1 Buchhändler, 1 Büchsenmacher, 1 Drahtarbeiter, 15 Drechsler, 5 Eiſenhämmer, 5 Eiſenhütten, 1 Erziehungsinſtitut, 1 Essigsieder, 13 Fabriken, 1 Friseur, 1 Gelbgießer, 10 Glaser, 1 Gold- und Šilberarbeiter, 76 Grobschmiede, 2024 Gutsbesiger, 2 Hutmacher, 1 Instrumentenmacher, 1 Kalkbrenner, 1 Kammmacher, 43 Klein- und Großhändler, 74 Kleinkrämer, 2 Knopfmacher, 1 Konditor, 17 Küfer, 2 Kupferhütten, 2 Kupferschmiede, 3 Leimsieder, 57 Leinen- und Damastweber, 2 Lithographien, 2 Makler, 44 Mahlmühlen, 53 Maurer, 1 Messerschmied, 26 Metzger, 3 Mühlårzte, 10 Musikanten, 1 Nähschule, 32 Nagelschmiede, 6 Oelmühlen, 1 Papiermühle, 1 Pfeifenbäcker, 95 Pferdeverleiher und Hauderer, 1 Pumpenmacher, 3 Putzmacherinnen, 4 Sackler, 10 Sattler, 1 Scheerenschleifer, 12 Schieferdeder, 22 Schlosser, 78 Schneider, 2 Schneidmühlen, 9 Schön- und Blaufärber, 3 Schornsteinfeger, 82 Schreiner, 119 Schuhmacher, 2 Seifensieder, 1 Seiler, 3 Spediteure, 11 Strohdecker, 1 Stuhlmacher, 1071 Taglöhner, 1 Tuchmacher, 4 Tüncher und Weißbinder, 2 Uhrmacher, 34 Wagner, 2 Weißgerber, 142 Wirthe, 1 Ziegelbrenner, 14 Zimmerleute etc.
6. Betrag eines Steuersimplums: 10.715 fl. 42 kr., nämlich 6313 fl. 30 kr. Grund-, 1182 fl. 9 kr. Gebäude- und 3217 fl. 4 kr. Gewerbsteuer.
7. Amtmann: Justizrath Friedrich Halben.

Nach der Märzrevolution 1848 wurde die Verwaltung neu geordnet. Mit Gesetz vom 4. April 1849 wurden in Nassau Verwaltung und Rechtsprechung auf unterer Ebene getrennt. Die Reform trat zum 1. Juli 1849 in Kraft. Für die Verwaltung wurden 10 Kreisämter gebildet, die Ämter als Justizämter (also Gerichte der ersten Instanz) weitergeführt. Die Verwaltungsaufgaben des Amtes Dillenburg wurden vom Kreisamt Herborn wahrgenommen, die Rechtsprechung vom Justizamt Dillenburg. Die Reform wurde jedoch bereits am 1. Oktober 1854 wieder rückgängig gemacht, die Kreise wieder abgeschafft und die vorigen Ämter wiederhergestellt.
Kurz vor der Annektierung durch Preußen gibt des Staats- und Adreß-Handbuch des Herzogthums Nassau. 1866 folgendes an:
1. Flächengehalt: 99.664 Morgen, nämlich: 379 M. Gebäudestellen, 247 M. Gärten, 19.955 M. Ackerland, 11.631 M. Wiesen, 52137 M. Waldungen, 11182 M. Trieschland und Weideplätze etc., 3583 M. nicht besteuerte Liegenschaften.
2. Politische Eintheilung: 31 Gemeindebezirke, bestehend aus 2 Städten und 30 Ortschaften, mit 4 Höfen und einzelnen Wohnhäusern, 34 Mühlen, 2 Kupferhütten, 7 Eisenhämmer und Hütten, 3 Nickelhütten, 11 Blei, Silber und Kupfererzgruben, 1 Nickelerzgrube, 137 Eisenstein-, 3 Dachschiefer-, 4 Schwerspath-, 2 Braunkohlengruben und 3 Thongruben.
3. Bevölkerung, nach der Zählung am Schlusse des Jahres 1865: 4612 Familien in 3210 Wohnhäusern, und 18.184 Einwohner, nämlich: 17.692 evangelisch-christliche, 483 Katholiken und 9 Mennoniten.
4. Viehstand: 306 Pferde, 19 Esel und Maulesel, 6707 Stück Rindvich, 11.686 Schaafe, 2228 Schweine, 394 Ziegen und 504 Bienenstöcke.
5. Gewerbe: 41 Bäcker, 7 Bader, 14 Bierbrauer, 8 Blechschmiede, 3 Branntweinbrenner, 6 Buchbinder, 1 Buchdrucker, 1 Buchhändler, 2 Büchsenmacher, Drahtarbeiter, 7 Drechsler, 2 Eisenhämmer, 5 Eisenhütten, 1 Erziehungsinstitut, 8 Fabriken, 1 Feingießer, 1 Friseur, 2 Gelbgießer, 7 Gerber, 6 Glaser, 2 Gold- und Silberarbeiter, 71 Grobschmiede, 2200 Gutsbesitzer, 2 Hutmacher. I Instrumentenmacher, 4 Kalkbrenner, 1 Kammmacher, 36 Klein- und Großhändler, 33 Kleinkrämer, 2 Knopfmacher, 2 Konditoren, 13 Küfer, 8 Kürschner, 2 Kupferhütten, 1 Lackirer, 1 Leimsieder, 18 Leinen- und Damastweber, 2 Lithographen, 43 Mahlmüller, 40 Maurer, 1 Messerschmied, 26 Metzger, 4 Musikanten, 12 Nagelschmiede, 2 Nickelhütten, 2 Oelmüller, 1 Papiermüller, 3 Pferdeverleiher und Hauderer, 1 Pumpenmacher, 4 Putzmacherinnen, 3 Säckler, 8 Sattler, 10 Schieferdecker, 18 Schlosser, 71 Schneider, 5 Schneidmüller, 8 Schön- und Blaufärber, 5 Schornsteinfeger, 77 Schreiner, 103 Schuhmacher, 2 Seifensieder, 2 Seiler, 15 Strohdecker, 3 Steinhauer, 700 Taglöhner, 1 Tuchmacher, 8 Tüncher und Weißbinder, 3 Uhrmacher, 29 Wagner, 1 Weißgerber, 74 Wirthe, 7 Ziegelbrenner, 18 Zimmerleute etc.
6. Betrag eines Steuersimplums: 11.434 fl. 4 kr., nämlich: 7658 fl. 31 kr. Grund- und Gebäudeſteuer und 3775 fl. 33 kr. Gewerbsteuer.
7. Amtmann: Georg Gottfried Meyler
8. Amtsortschaften:

| Amtsgemeinde | Fam- ilien | Ein- wohner |
| --- | ---------- | ----------- |
| 1. Dillenburg, Stadt und Amtssitz, der Feldbacher Hof, eine Schneidmühle, zwei Kupferhütten, zwei Nickelmetallhütten.   | 676        | 2989        |
| 2. Allendorf, die Häuser vor der Kalteiche und eine Schneidmühle.                                                       | 147        | 676         |
| 3. Bergebersbach | 86         | 324         |
| 4. Dillbrecht, eine Mahl-, Oel- und Schneidmühle                                                                        | 79         | 284         |
| 5. Donsbach, eine Mühle.                                                                                                | 163        | 634         |
| 6. Eibach, die Alt- und die Neumühle.                                                                                   | 181        | 561         |
| 7. Eibelshausen, eine Eisenhütte, eine Mahl- und Schlagmühle (Rommelsmühle).                                            | 168        | 630         |
| 8. Eyershausen, die Altmühle.                                                                                           | 90         | 318         |
| 9. Fellerdilln, eine Mühle.                                                                                             | 85         | 363         |
| 10. Flammersbach | 64         | 341         |
| 11. Frohnhausen, die Alt- und die oberste Mahl- und Oelmühle.                                                           | 248        | 944         |
| 12. Haiger, Stadt, die Leopoldshütte, zwei Lohmühlen, die Haigerhütte, eine Papiermühle                                 | 330        | 1267        |
| 13. Haigerseelbach, eine Mühle.                                                                                         | 106        | 382         |
| 14. Hirzenhain, Ganzbacher Mühle.                                                                                       | 118        | 440         |
| 15. Langenaubach | 138        | 576         |
| 16. Mandeln, eine Mühle.                                                                                                | 136        | 552         |
| 17. Manderbach | 142        | 513         |
| 18. Nanzenbach, zwei Mühlen.                                                                                            | 143        | 472         |
| 19. Niederroßbach | 73         | 302         |
| 20. Niederscheld, die Adolphshütte mit Eisenhammer und Puddlingswerk, das neue Haus im Thiergarten, Schelder Eisenwerk. | 226        | 902         |
| 21. Oberroßbach, zwei Mühlen.                                                                                           | 110        | 345         |
| 22. Oberscheld, eine Mühle.                                                                                             | 149        | 622         |
| 23. Offdilln, eine Mühle.                                                                                               | 93         | 390         |
| 24. Rittershausen, eine Mühle.                                                                                          | 102        | 440         |
| 25. Rodenbach, zwei Mühlen.                                                                                             | 80         | 319         |
| 26. Sechshelden, eine Mühle.                                                                                            | 156        | 567         |
| 27. Steinbach | 66         | 274         |
| 28. Steinbrücken, ein Eisenstab- und Zainhammer.                                                                        | 53         | 263         |
| 29. Straßebersbach mit Neuhütte, eine Mühle, eine Eisenhütte.                                                           | 742        |             |
| 30. Weidelbach, eine Mühle, eine Schneid- und Mahlmühle.                                                                | 79         | 332         |
| 31. Wissenbach, eine Nickelmetallhütte, eine Schneidmühle.                                                              | 146        | 52          |

### Preußen
Mit der Annexion Nassaus durch Preußen wurden auch die Ämter in ihrer alten Form aufgelöst und durch Kreise ersetzt. Das Amt Dillenburg bildete 1867 gemeinsam mit dem Hadamar den Dillkreis. Erst im Rahmen dieser Neuordnung wurden Verwaltung und Rechtsprechung getrennt. Für die Rechtsprechung in erster Instanz, die bisher durch das Amt vorgenommen wurde, wurden zunächst die richterlichen Beamten in den Ämtern zuständig und zum 1. September 1867 das Amtsgericht Dillenburg gebildet.
Aber auch nach der Kreisgründung bleibt die bisherige Amtsstruktur erhalten. Die Königliche Verordnung vom 22. Februar 1867 regelte, dass „die Amtsbezirke als engere Verwaltungsbezirke in ihrer bisherigen Begrenzung bestehen“ bleiben. Die ehemaligen Ämter bilden die Bezirke des Kreises. Gemäß § 13 der Kreisverfassung entsendeten die Bezirke, also die ehemaligen Ämter, jeweils sechs Vertreter in den neuen Kreistag. Der Amtmann hatte die Aufsicht über die Ortspolizei und Organ des Landrates.
Mit der Verwaltungsreform von 1885/1886 wurden die Ämter endgültig aufgelöst.

## Amtshaus

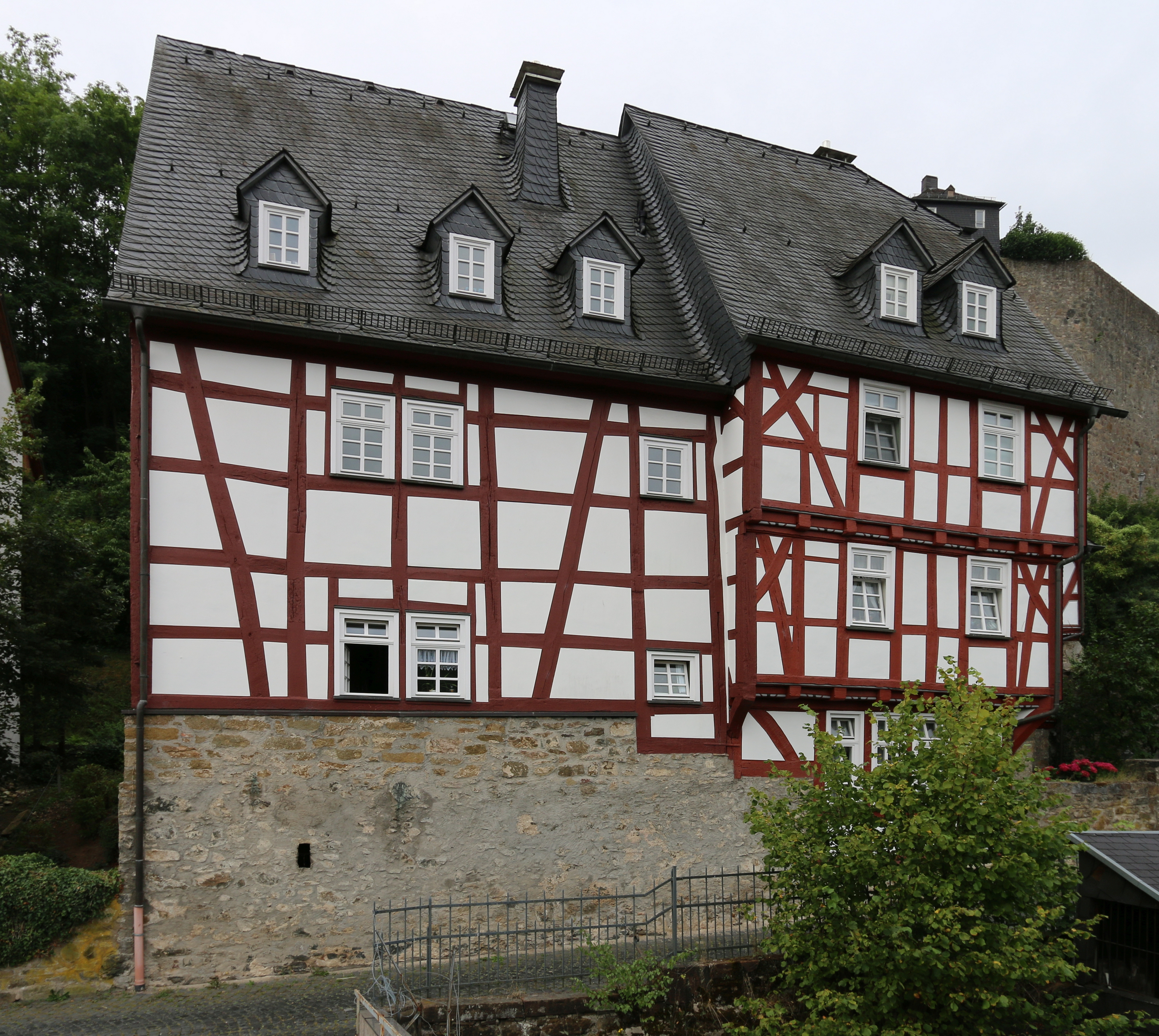
Amtshaus in Dillenburg

Das Amtshaus in Dillenburg besteht aus zwei versetzt angeordneten Fachwerkbauten, die zum Kirchberg hin einen kleinen Hof bilden. Das hintere Gebäude datiert 1595. Der vordere Bau zeigt Fachwerkformen zum Teil noch mit Knaggenverriegelung, die ebenfalls noch ins 16. Jahrhundert zu datieren sind. Die stattliche Baugruppe entspricht dem Typus eines Burgmannensitzes. Das Anwesen steht aus geschichtlichen und städtebaulichen Gründen als Kulturdenkmal unter Denkmalschutz.

## Amtmänner
Herzogtum Nassau
- 1816–1825: Cäsar Giese
- 1825–1830: Wilhelm Heinrich Theodor Chelius
- 1830–1843: Christian Philipp Freudenberg
- 1843–1849: Johann Friedrich Halbey
- 1854–1868: Georg Gottfried Metzler
- 1868–1872: Friedrich Wilhelm Waldemar Schultze
- 1872–1877: David Christian Schütz
- (1877–1880): Oskar Karl Heinrich Freytag
- (1880–1886): Friedrich Louis Krüger